# Lynn Simpson
Lynn Simpson, född den 16 februari 1971 i Scarborough, Storbritannien, är en brittisk kanotist.
Hon tog VM-guld i K-1 i slalom 2013 i Prag.